# Cantó de Couhé
El cantó de Couhé és un cantó francès del departament de la Viena, situat al districte de Montmorillon. Té 10 municipis i el cap és Couhé.

## Municipis
- Anché
- Brux
- Ceaux-en-Couhé
- Châtillon
- Chaunay
- Couhé
- Payré
- Romagne
- Vaux
- Voulon

## Història
| Data d'elecció                           | Identitat              | Partit              | Qualitat |
| ---------------------------------------- | ---------------------- | ------------------- | -------- |
| 1945-19..                                | M. Bouffard            | Radical independent |          |
| 19..-1967                                | M. Venault de Bourleuf | Divers droite       |          |
| 1967-1992                                | Guy Robert             | CD, després UDF-CDS |          |
| 1992-                                    | André Sénécheau        | Divers droite       |          |
| les dades anteriors no són pas conegudes |                        |                     |          |
|                                          |                        |                     |          |

## Demografia
| A partir de 1990: Població sense dobles comptes |